# Lékařská fakulta Ostravské univerzity
Lékařská fakulta (LF) Ostravské univerzity (OU) je jednou z šesti fakult této vysoké školy. Vznikla v roce 2010 přeměnou Fakulty zdravotnických studií (FZS) OU, která vznikla v roce 1993 jako nástupce Zdravotně-sociální fakulty.

## Historie

### Děkani
- doc. MUDr. Jaroslav Šimíček, CSc. (1993–1999)
- doc. MUDr. Jaroslav Horáček, CSc. (1999–2005)
- doc. MUDr. Jaroslav Slaný, CSc. (2005–2008)
- doc. MUDr. Arnošt Martínek, CSc. (2008–2010)
- doc. MUDr. Jaroslav Horáček, CSc. (2010–2014)
- doc. MUDr. Pavel Zonča, Ph.D., FRCS (2014–2017)
- doc. MUDr. Arnošt Martínek, CSc. (2017–2018)
- doc. MUDr. Arnošt Martínek, CSc. (2018–2020)
- doc. MUDr. Rastislav Maďar, PhD., MBA, FRCPS (2020–dosud)

### Vznik
Dne 13. dubna 2010 udělila Akreditační komise MŠMT navzdory opačnému stanovisku pracovní skupiny pro lékařské obory akreditaci oboru všeobecné lékařství a otevřela tak cestu transformaci Fakulty zdravotnických studií na Lékařskou fakultu. Členové pracovní skupiny na protest proti udělení akreditace rezignovali na své posty. Uvedli, že škola údajně „nemá dost kvalifikovaných učitelů, řada z nich bude jen dojíždět, některé obory nepovedou habilitovaní pracovníci v plném pracovním úvazku“. Kritici dále poukazují na okolnost, že akreditace byla udělena krátce před tím, než vstoupilo v platnost omezení působnosti tzv. létajících profesorů, tedy garantů s toliko formálním úvazkem a bez reálného vlivu na vědeckou a pedagogickou činnost pracoviště. Předsedkyně Akreditační komise Vladimíra Dvořáková v reakci uvedla, že není nijak neobvyklé, že Akreditační komise rozhoduje jinak, než doporučuje příslušná stálá pracovní skupina. Podotkla také, že stálá pracovní skupina plní v systému posuzování žádostí o akreditaci výhradně roli poradního orgánu a že nejde o těleso, které by jakkoli samostatně rozhodovalo či poskytovalo závazná stanoviska. Podle novinářky Ivany Leskové se představitelé jiných lékařských fakult snažili vzniku fakulty zabránit. Rektor OU do měsíce od obdržení rozhodnutí vyhlásil přijímací řízení na nový obor. FZS byla přejmenována na Lékařskou fakultu 1. září 2010.

#### Přechodné neudělení nové akreditace
Dne 9. 7. 2020 rozhodl Národní akreditační úřad (NAÚ) pro vysoké školství, že Lékařské fakultě Ostravské univerzity neudělí akreditaci pro magisterský obor všeobecné lékařství a fakulta tedy nemohla v daném roce přijímat nové studenty pro obor všeobecné lékařství. Důvodem pro neudělení akreditace pro obor všeobecné lékařství bylo to, že obor není dostatečně zabezpečen personálně.
Akreditační řízení bylo před finálním rozhodnutím na žádost fakulty pozastaveno a vedení fakulty se, následně v novém složení, ve spolupráci s Fakultní nemocnicí Ostrava, snažilo připomínky NAÚ vyřešit. Lékařská fakulta na podkladě přepracovaného akreditačního spisu 26. dubna 2021 akreditaci oboru Všeobecné lékařství znovu získala. 

## Studium
Na fakultě lze studovat v následujících studijních programech, respektive studijních oborech, a to v některých případech v prezenční, či v některých případech v kombinované formě studia, studovat lze v jazyce českém, případně v jazyce anglickém.

### Bakalářské studium
Bakalářský studijní program zde trvá standardně 3 roky; k dispozici je v následujících oborech:
- Ergoterapie
- Fyzioterapie
- Laboratorní diagnostika ve zdravotnictví
- Nutriční terapie
- Ochrana a podpora zdraví
- Pediatrické ošetřovatelství
- Porodní asistence
- Radiologická asistence
- Všeobecné ošetřovatelství
- Zdravotnické záchranářství

### (Navazující) magisterské studium
Magisterský studijní program všeobecné lékařství (MUDr.) zde trvá standardně 6 let, zubní lékařství 5 let a navazující magisterské programy pak 2 roky; k dispozici jsou následující obory:
- Všeobecné lékařství
- Zubní lékařství
- Aplikovaná fyzioterapie
- Intenzivní péče
- Komunitní péče v porodní asistenci
- Ochrana a podpora veřejného zdraví
- Ošetřovatelská péče v chirurgických oborech
- Ošetřovatelská péče v interních oborech
- Ošetřovatelská péče v psychiatrii

### Doktorské studium
Doktorský studijní program (Ph.D.) zde trvá standardně 4 roky; k dispozici jsou následující obory:
- Chirurgické obory
- Experimentální a klinická medicína v hematologii a onkologii
- Hygiena, preventivní lékařství a epidemiologie
- Klinická biochemie, patobiochemie a laboratorní medicína
- Klinické neurovědy
- Ošetřovatelství
- Vnitřní nemoci

## Vybudování simulačního centra (cvičné nemocnice) "SIMLEK"
Od akademického roku 2021/2022 bude otevřena cvičná nemocnice pojmenované SIMLEK pro studenty fakulty, která byla vybudována v areálu Lékařské fakulty Ostravské univerzity v Ostravě Zábřehu. Bližší informace o projektu na webových stránkách simulačního centra. 
Součástí centra jsou pracoviště zaměřená na:
- Anatomii
- Fyzioterapii a rehabilitaci
- Gynekologicko-porodnické oddělení, neonatologie a pediatrie
- Miniinvazivní středisko pro oftalmologii, neurochirurgii a plastickou chirurgii
- Chirurgii a traumatologii
- Ošetřovatelství
- Urgentní medicínu
- Urologii
- Anesteziologicko-resuscitační oddělení (ARO) a intenzivní medicínu

## Katedry, kliniky a centra
- Katedra interních oborů
- Katedra klinických neurověd
- Katedra chirurgických oborů
- Katedra kraniofaciálních oborů
- Katedra zubního lékařství
- Klinika dětského lékařství
- Klinika anesteziologie, resuscitace a intenzivní medicíny
- Klinika onkologická
- Klinika hematoonkologie
- Klinika rehabilitace a tělovýchovného lékařství
- Gynekologicko-porodnická klinika
- Centrum hyperbarické medicíny
- Simulační centrum
- Centrum hyperbarické medicíny
- Centrum zdravotnického výzkumu

## Ústavy
- Ústav ošetřovatelství a porodní asistence
- Ústav zobrazovacích metod
- Ústav anatomie
- Ústav histologie a embryologie
- Ústav klinické a molekulární patologie a lékařské genetiky
- Ústav fyziologie a patofyziologie
- Ústav klinické farmakologie
- Ústav epidemiologie a ochrany veřejného zdraví
- Ústav medicíny katastrof
- Ústav laboratorní medicíny
- Ústav soudního lékařství